# .hack//Legend of the Twilight
.hack//Legend of the Twilight (.hack//黄昏の腕輪伝説?, .hack//tasogare no udewa densetsu) è un manga scritto da Tatsuya Hamazaki ed illustrato da Rei Izumi. L'opera è la continuazione ufficiale del franchise .hack e gli eventi narrati avvengono quattro anni dopo .hack//Quarantine. I 22 capitoli che compongono il manga sono stati serializzati in Giappone sulla rivista Comptiq e raccolti in tre volumi tankōbon, pubblicati dal luglio 2002 all'aprile 2004 da Kadokawa Shoten. Un adattamento in italiano in due volumi è stato curato da J-Pop e pubblicato nel 2008.
Dal manga è stata tratta una serie anime di dodici episodi, intitolata sempre .hack//tasogare no udewa densetsu (.hack//黄昏の腕輪伝説?), diretta da Kōichi Mashimo e Koji Sawai e prodotta da Bee Train. L'anime, la cui produzione è stata annunciata nel 2002 da Kadokawa Shoten, è stato trasmesso per la prima volta su TV Tokyo l'8 gennaio 2003.

## Trama
Shugo ha 14 anni e, stufo dei videogiochi decide di provare a partecipare al gioco MMORPG "The World", persuaso dalla sorella Rena che ha vinto due avatar molto famosi (i .hackers Kite e Black Rose). Milioni di persone sono iscritte a The World, che è il più grande MMORPG del mondo di genere fantasy. I giocatori sono immersi in una vera e propria realtà virtuale indossando dei caschi visivi da indossare. Dopo uno strano combattimento in cui Shugo esaurisce gli HP, appare Aura che dà a Shugo il Bracciale del Crepuscolo. Shugo quindi intraprende un'avventura per trovare Aura e dipanare il mistero del Bracciale, un elemento che può ostacolare o aiutare coloro che vengono a contatto con esso. Lungo il percorso, Shugo e Rena incontrano molti amici tra cui Mireille cacciatrice di rarità, la licantropa Ouka, e la pacifica Hotaru.
Una notte, mentre il gruppo è in attesa dell'inizio di un evento, Shugo incontra una strana ragazza di nome Zefie. Zefie è attratta da Shugo perché sente nel bracciale lo stesso odore di sua madre, Aura. Si rendono poi conto che Zefie è una vagrant AI, un personaggio non giocante che agisce indipendentemente dai parametri di gioco (una sorta di bug). Zefie attrae l'attenzione della Brigata del Cavaliere Cobalto atta all'eliminazione dei bug. Nel frattempo Balmung, uno degli admin del gioco, viene ripreso per non aver intrapreso azioni punitive nei confronti di Shugo e del Bracciale del Crepuscolo considerato illegale, viene quindi dimesso dal ruolo di admin tornando ad essere semplice giocatore; Kamui, capo della Brigata del Cavaliere Cobalto, è quindi mandata alla ricerca di Shugo e della sua compagnia per coglierli in flagrante e arrestarli. Catturati con successo Shugo chiede di essere cancellato senza processo a condizione di liberare i suoi amici, in quanto non implicati con la vicenda del Bracciale. Kamui libera Mireille, Ouka e Hotaru, ma trattiene Rena e Zefie, sarà proprio quest'ultima a liberarli aprendo un passaggio dimensionale. Ora sono liberi, ma clandestinamente, devono stare attenti perché a breve avranno nuovamente il fiato sul collo di Kamui e della Brigata del Cavaliere Cobalto; decidono quindi, per sopravvivere e continuare a combattere, di raggiungere i "Sobborghi di rete" (una zona piena di bug non accessibile direttamente al gioco) in cui vagano hacker e vagrant AI. Con l'aiuto della vera mamma di Mireille il suo personaggio contatta Kaz, un amico di vecchia data di Mistral (il nick della mamma di Mireille quando 4 anni prima giocava con quell'avatar) e ex vicino di casa di Shugo e Rena, che gli consegna la Helba Key, utile per accedere ai sobborghi di rete, ma proprio sul più bello compare la Brigata e Kamui che intima di consegnarle l'Helba Key. Shugo riesce a spezzare l'ascia di Kamui battendola; a questo punto Shugo, Rena, Mireille, Hotaru e Zefie possono accedere indisturbati ai sobborghi. Arrivati gli si para davanti Balmung, che ostinato dice a Shugo di non poter proseguire se prima non fosse riuscito a ferirlo. Superata la prova Balmung consegna a Shugo il Virus Core per accedere all'area "Twilight" isolata dal tempo e dallo spazio, in cui risiede Aura.

## Personaggi

### Principali
Shugo (国崎秀悟?, Kunisaki Shūgo)
Fratello gemello di Rena, ha 14 anni, si è unito a The World spinto dalla sorella. Veste i panni di Kytes, avatar in limited edition del famoso .hacker omonimo. Per motivi ignoti Aura gli ha affidato il Braccialetto del Crepuscolo.
Rena (国崎玲奈?, Kunisaki Rena)
Sorella gemella di Shugo, ha 14 anni, è stata lei giocando su The World a vincere le limited edition dei .hackers di cui lei impersona Black Rose. È molto attaccata al fratello e lo trascina nell'avventura.
Mireille (黒川深鈴?, Kurokawa Misuzu)
Cacciatrice di tesori che gioca a The World unicamente per collezionare oggetti rari, per cui ha particolare fiuto. È interessata al bracciale di Shugo quindi si allea con lui. Il suo personaggio le è stato donato da sua madre, giocatrice di The World 4 anni fa, cacciatrice di rarità come lei.
Ouka (凰花?, Ōka)
Un avatar di tipo licantropo, è una professionista, molto forte ben poco la intimorisce, il suo soprannome è "Ouka il pugno divino", ma in fondo è molto affettuosa e premurosa e vuole molto bene al gruppo.
Hotaru (HOTARU?, Hotaru)
Ragazza molto timida e gentile, ama ogni creatura vivente e cerca di aiutare quelle in difficoltà. È collegata al server giapponese dagli USA.
Zefie (ゼフィ?, Zefi)
È una Vagrant AI che rivela essere figlia di Aura. Non sa perché si trova lì, sembra essere molto timida, ma ha degli straordinari poteri, l'unico a cui non fa dispetti è Shugo.

### Secondari
Balmung (バルムンク?, Barumunku)
Utente di fama mondiale meglio conosciuto come "Il discendente di Fianna", attualmente dipendente della CC Corporation, lavora come Admin all'interno di The World, il suo assistente e segretario si chiama Reki.
Reki (レキ?, Reki)
Assistente fedelissimo a Balmung, che gli lascia spesso compiti molto importanti in quanto si fida di lui.
Aura (アウラ?, Aura)
Personaggio comparso misteriosamente quando Shugo perde la vita nel suo primo scontro, gli dona il Braccialetto del Crepuscolo. È stata un personaggio fondamentale nella precedente avventura degli hackers.
Kamui (柴山咲?, Shibayama Saki)
Comandante della squadra di debug "Brigata del Cavaliere Cobalto", una donna impassibile e fredda nell'eliminare bug e mantenere stabile e sicuro il gioco, non si ferma davanti a niente, la sua assistente è Magi.
Magi (斎藤麻子?, Saitō Asako)
Come per Balmung Magi è fedelissima a Kamui, gli fa da segretaria e la aiuta quando può.
Komiyan Terzo (コミヤン3世?, Komiyan Sansei)
Personaggio che usa uno dei compagni di classe di Shugo e Rena, Komiyama, cavalca un Grunty gigante di nome Oscar, si dà un sacco di arie ed è innamorato di Rena, tenta di ostacolarli, ma alla fine si alleerà con il gruppo di Shugo.
Kazu (カズ?)
Ex vicino di Shugo e Rena e amico della mamma di Mireille, fornisce a Shugo la Helba Key per accedere ai sobborghi di rete.

## Media

### Manga
Il manga è stato pubblicato nel 2003 in lingua inglese in Nord America dall'editore Tokyopop; per l'uscita, il titolo è stato abbreviato in .hack//Legend of the Twilight. Tokyopop ha pubblicato anche una box set dei volumi nel settembre del 2005. In Singapore i tre volumi son stati pubblicati da Chuang Yi, e nel 2004 da Madman Entertainment in Nuova Zelanda ed Australia.

### Anime
Il distributore nordamericano Funimation al Comic Con di San Diego del 2013 ha annunciato la pubblicazione in home video della serie. La serie completa è stata pubblicata il 7 aprile 2015.